# Идеални тим Евролиге у кошарци — деценија 2000—2010
Идеални тим Евролиге - деценија 2000–2010 се састоји од кошаркашких играча који су проглашени од Евролиге за најбоље у првој деценији овог такмичења (од 2000. до 2010), откако је такмичење под контролом УЛЕБ-а.
Укупно је номиновано 50 играча. Гласали су навијачи преко сајта Евролиге и еминентни кошаркашки новинари.

## Номиновани играчи за идеални тим Евролиге - деценија 2000–2010
50 номинованих играча:
| - Фрагискос Алвертис - Дејвид Андерсен - Ђанлука Базиле - Мејсио Бастон - Мајкл Батист - Танока Бирд - Сани Бечирович - Елмер Бенет - Џосеп Блер - Дејан Бодирога - Маркус Браун - Луис Булок - Димитрис Дијамантидис - Тајус Едни - Алфонсо Форд - Антонис Фоцис - Грегор Фучка - Хорхе Гарбахоса - Ману Ђинобили - Џеј Ар Холден - Марко Јарић - Шарунас Јасикевичијус - Михалис Какјузис - Ибрахим Кутлај - Јака Лакович | - Трејџан Лангдон - Еразем Лорбек - Арвидас Мацијаускас - Денис Марконато - Терел Мекинтајер - Хуан Карлос Наваро - Андрес Носиони - Теодорос Папалукас - Ентони Паркер - Никола Пековић - Пабло Приђони - Игор Ракочевић - Антоан Ригодо - Арвидас Сабонис - Луис Скола - Дерик Шарп - Рамунас Шишкаускас - Матјаж Смодиш - Василис Спанулис - Тијаго Сплитер - Дејан Томашевић - Мирсад Туркџан - Дејвид Вантерпул - Милош Вујанић - Никола Вујчић |

## Најбољих десет по гласовима навијача
Широм света преко сајта Евролиге навијачи су гласали, а пристигло је 1,25 милиона гласова. Резултати гласања су следећи:
- Дејан Бодирога – 72,130 гласова
- Шарунас Јасикевичијус – 70,317 гласова
- Рамунас Шишкаускас – 56,687 гласова
- Арвидас Сабонис – 47,235 гласова
- Дејан Томашевић – 46,373 гласова
- Никола Пековић – 43,777 гласова
- Милош Вујанић – 40,295 гласова
- Арвидас Мацијаускас – 39,778 гласова
- Маркус Браун – 39,702 гласова
- Димитрис Дијамантидис – 39,299 гласова

## Идеални тим Евролиге - деценија 2000–2010
Идеални тим деценије је изабран рачунајући гласове навијача и 35 еминентних кошаркашких новинара. Гласови навијача су се рачунали 25%, док су се гласови новинара рачунали 75%. За идеални тим Евролиге - деценија 2000–2010. изабрани су следећи играчи:
- Дејан Бодирога
- Димитрис Дијамантидис
- / Џеј Ар Холден
- Шарунас Јасикевичијус
- Трејџан Лангдон
- Хуан Карлос Наваро
- Теодорос Папалукас
- Ентони Паркер
- Рамунас Шишкаускас
- Никола Вујчић